# Brewster, Minnesota
Brewster är en ort i Nobles County i delstaten Minnesota, USA.